# معمر زین العاشقین
معمر زین العاشقین (متولد ۱۴ ژوئن ۱۹۵۴) یک قاری ارشد و حافظ از اندونزی است که در سطح ملی و بین‌المللی شناخته می‌شده‌است.